# Clermont (Oise)
Clermont de l'Oise és un municipi francès, situat al departament de l'Oise i a la regió dels Alts de França. L'any 1999 tenia 9.699 habitants.

## Situació
Clermont es troba gairebé al bell mig del departament de l'Oise.

## Administració
Clermont és la capital del cantó de Clermont, que al seu torn forma part de l'arrondissement de Clermont. L'alcalde de la ciutat és Lionel Ollivier (2001-2008).

## Història
Degut a la seva situació geogràfica, en el passat va rebre els noms de Clermont-en-Beauvaisis o Clermont-en-France. El 1777, hi nasqué el matemàtic Louis Poinsot.

## Llocs d'interès
- Església amb quadres del segle xvii